# Peerless Trading Company
Peerless Trading Company war ein britischer Hersteller von Nutzfahrzeugen.

## Unternehmensgeschichte
Das Unternehmen hatte seinen Sitz in Slough. Die erste bekannte Erwähnung stammt von 1925. In dem Jahr wurde von Slough Lorries & Components die Aufbereitung von gebrauchten Lastkraftwagen der amerikanischen Peerless Motor Car Corporation übernommen. Es waren Fahrzeuge aus der Zeit des Ersten Weltkriegs. Als der Vorrat an Fahrzeugen erschöpft war, begann die eigene Produktion. Der Markenname lautete Peerless. 1933 endete die Produktion. In dem Jahr wurde das Unternehmen in zwei Teile aufgeteilt.
Eines der Nachfolgeunternehmen, Peerless Motors, war danach noch im Handel mit Fahrzeugen tätig. Es gibt einen Hinweis darauf, dass aus diesem Unternehmen Peerless Cars entstand.

## Fahrzeuge

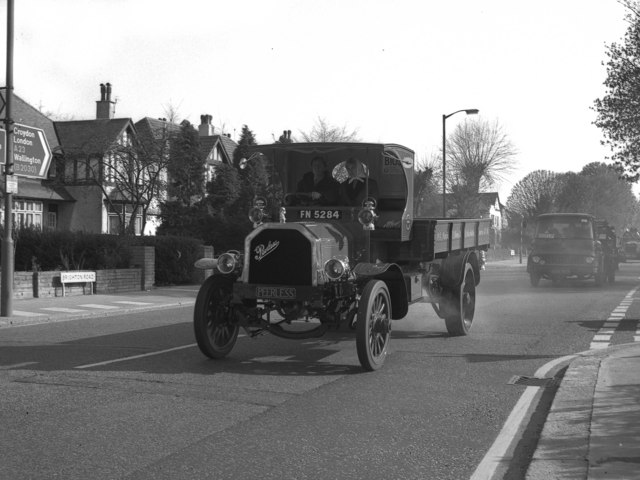
Lkw von Peerless von 1915 aus den USA, in England karrossiert und später bei der Peerless Trading Company überarbeitet

Die aufbereiteten Fahrzeuge hatten vier bis fünf Tonnen Nutzlast. Ab 1930 war ein besonderes Fahrgestell für acht Tonnen Nutzlast erhältlich. Für dasselbe Jahr sind ein Vierzylinder-Dieselmotor von Gardner sowie ein Sechszylindermotor mit 8 Liter Hubraum, OHV-Ventilsteuerung und 115 PS Leistung von Henry Meadows überliefert. Später waren Ottomotoren von Dorman und Meadows sowie Dieselmotoren von Gardner verfügbar, in beiden Fällen mit vier und sechs Zylindern.
Aus 1932 ist ein sechsrädriges Fahrzeug mit 12 Tonnen Nutzlast bekannt.
2014 wurde eines der aufbereiteten Fahrzeuge versteigert.